# Saparmurat Nijazov
Saparmurat Atajevič Nijazov, původním jménem S. A. Annanijazov, čestným titulem Turkmenbaši (turkmensky Saparmyrat Ataýewiç Nyýazow Türkmenbaşy; 19. února 1940 v Kipčaku, Turkmenská SSR – 21. prosince 2006 v Ašchabadu, Turkmenistán) byl prvním a doživotním prezidentem Turkmenistánu.

## Životopis

### Sovětská éra
Nijazov se narodil jako Annanijazov 19. února 1940 ve vsi Kipčak v Ašchabadské oblasti Turkmenské sovětské socialistické republiky. Otce nepoznal, neboť padl ve druhé světové válce. Matka a sourozenci zahynuli roku 1948 při ničivém zemětřesení. Nijazov vyrůstal v dětském domově v Ašchabadu. Po skončení střední školy v roce 1959 pracoval jako školitel odborové organizace. Roku 1962 se stal členem Komunistické strany Turkmenské SSR (KST) a o tři roky později začal studovat Leningradský polytechnický institut, obor energetika, který zakončil roku 1967 a získal titul inženýr. Poté pracoval v Bezmejské hydroelektrárně V. I. Lenina v Ašchabadské oblasti. Od roku 1970 zastával vyšší stranické funkce a další perspektivy se mu otevřely po dokončení Vyšší stranické školy při ÚV KSSS. V roce 1980 se stal prvním tajemníkem Ašchabadského městského výboru KST, v roce 1985 krátce zastával funkci předsedy Rady ministrů (tzn. premiéra) Turkmenské SSSR a poté byl jmenován prvním tajemníkem KST, tedy nejmocnějším mužem v zemi. V roce 1990 se stal členem Politbyra ÚV KSSS (tzn. nejužšího vedení celosvazové strany) a předsedou Nejvyššího sovětu (tzn. parlamentu) Turkmenské SSR. Ve stejném roce se stal i prvním prezidentem země.

### Prezident
27. října 1990 byl Nijazov v přímé volbě zvolen do nově zřízené funkce prezidenta Turkmenské SSR. Podle oficiálních výsledků pro něj hlasovalo 98,3 % voličů. Pod jeho vedením vyhlásil Turkmenistán 27. října 1991 nezávislost na Sovětském svazu. Znovu byl zvolen prezidentem v roce 1992, kdy pro obdržel podle oficiálních výsledků 99,5 % hlasů. O rok později jej parlament prohlásil hlavou všech Turkmenů světa a udělil mu titul Turkmenbaši (otec všech Turkmenů).V roce 1994 se voliči v referendu vyslovili pro vynechání prezidentských voleb v roce 1997 a prodloužení Turkmenbašiho mandátu do roku 2002. Současně se uvažovalo o změně státního zřízení na monarchii a jmenování Turkmenbašiho šáhem. Návrh podpořili na společném sněmu stařešinové turkmenských klanů. Přípravným krokem bylo vyjmutí slova republika z úředního názvu země, ale ke změně nakonec nedošlo vzhledem k negativním reakcím ze zahraničí a k nevhodnosti Nijazovova syna Murada coby nástupce. Situace byla vyřešena v roce 1999, kdy parlament prohlásil Turkmenbašiho za doživotního prezidenta. V roce 2002 byl jmenován maršálem a o rok později zvolen do funkce předsedy parlamentu. V posledních letech života Turkmenbaši trpěl cukrovkou a srdeční slabostí. Zemřel 21. prosince 2006 na selhání srdce.

## Kult osobnosti a bizarní rozhodnutí

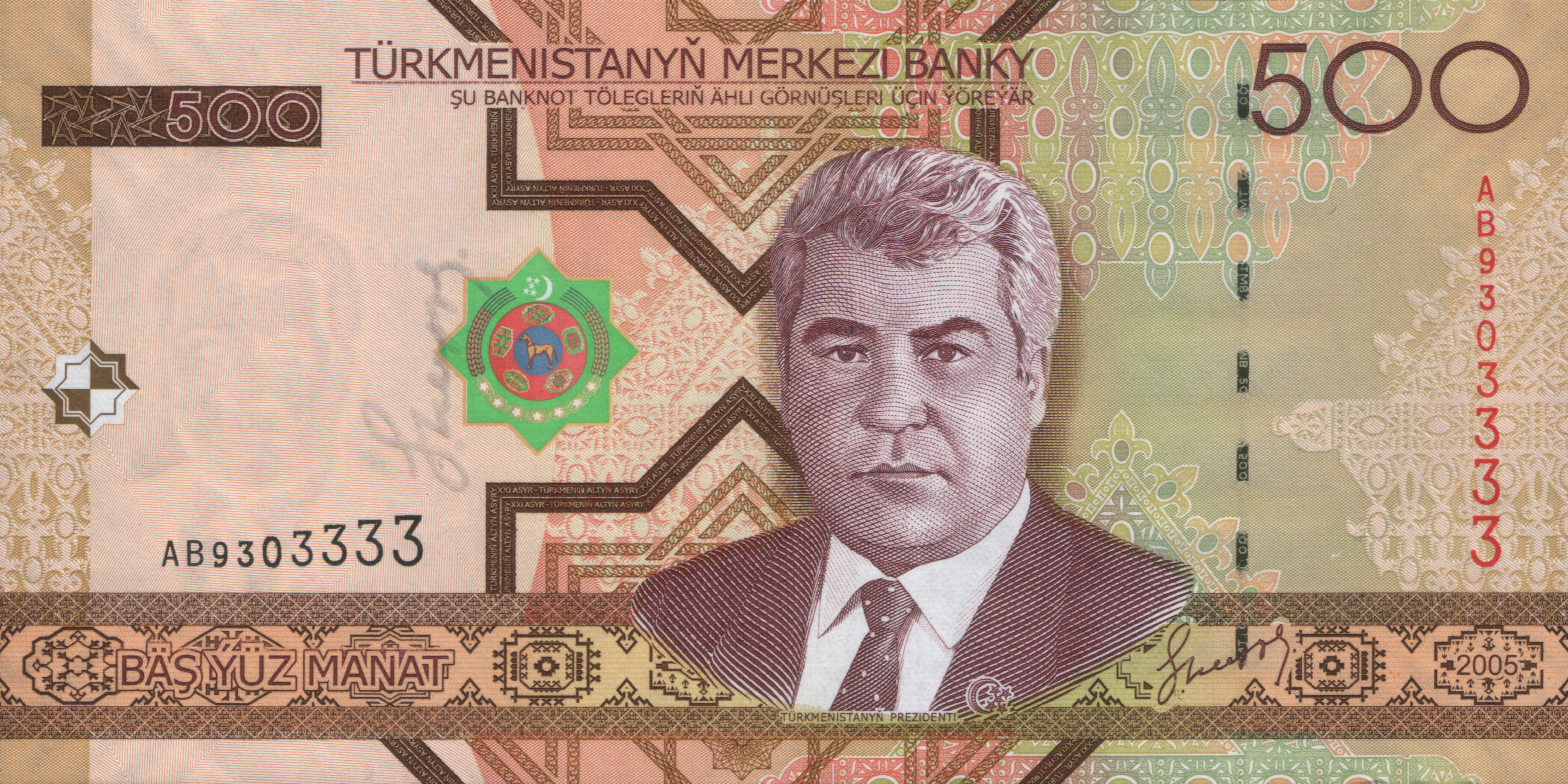
Nijazov na bankovce 500 manatů, emise z roku 1993.

Během své autoritářské vlády vybudoval kolem sebe bizarní kult osobnosti, který dalece překonával Hitlera či Stalina, a sám sebe označoval Türkmenbaši (turkmensky Otec všech Turkmenů). Dokonce přejmenoval dny v týdnu a měsíce v roce tak, aby se jmenovaly po členech jeho rodiny nebo po něm samém. Dalším z příkladů Turkmenbašiho kultu osobnosti bylo to, že si na náměstí v hlavním městě své země nechal postavit svoji zlatou sochu v nadživotní velikosti otáčející se za sluncem.
Kromě tohoto kultu osobnosti proslul Turkmenbaši také kontroverzními rozhodnutími. Kromě nepotismu to byly například nápad nechat přestěhovat tučňáky ohrožované globálním oteplováním do turkmenské pouště, kde ovšem v létě bývá okolo 50 stupňů Celsia, zákaz nošení zlatých zubů, povolení existence jen jedné nemocnice v zemi, která byla v hlavním městě, či zbudování nového hlavního města podle západního stylu, ve kterém bylo ovšem pro obyčejné Turkmeny tak draho, že v něm nikdo nežil, takže toto nové město vypadalo spíše jako město duchů.
Po Turkmenbašiho smrti ovšem jeho kult osobnosti začal díky rozhodnutím nového vládce Turkmenistánu Gurbanguliho Berdymuhamedova upadat.